# Weihenstephan

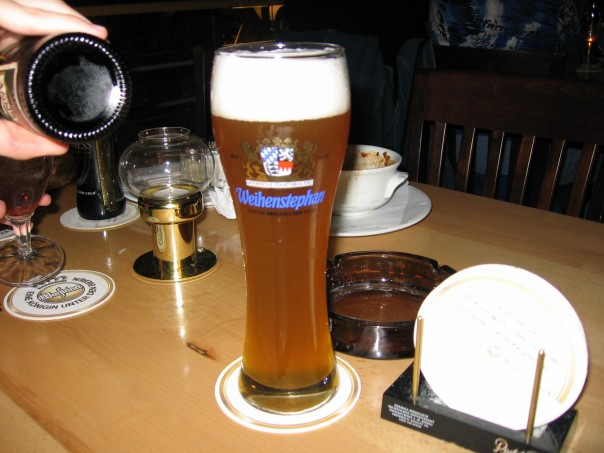
Um copo de Weihenstephan.

Weihenstephan é uma cervejaria e uma marca de cerveja da região alemã da Baviera. É considerada a cerveja mais antiga do mundo (artesanal ou industrial), sendo vendida desde 1040 e fabricada desde os anos 800. Atualmente, é fabricada pela Bayerische Staatsbrauerei Weihenstephan (Cervejaria Bávara Estatal Weihenstephan), situada na colina de Weihenstephan em Frisinga, na Baviera.
De acordo com um documento medieval autorizando a produção da cerveja, emanado pelo bispo Engelberto de Frisinga, esta cervejaria é a mais antiga ainda em atividade, em conjunto com a Abadia de Weltenburg. No entanto, não se exclui a hipótese deste documento poder ter sido forjado no século XVII. 

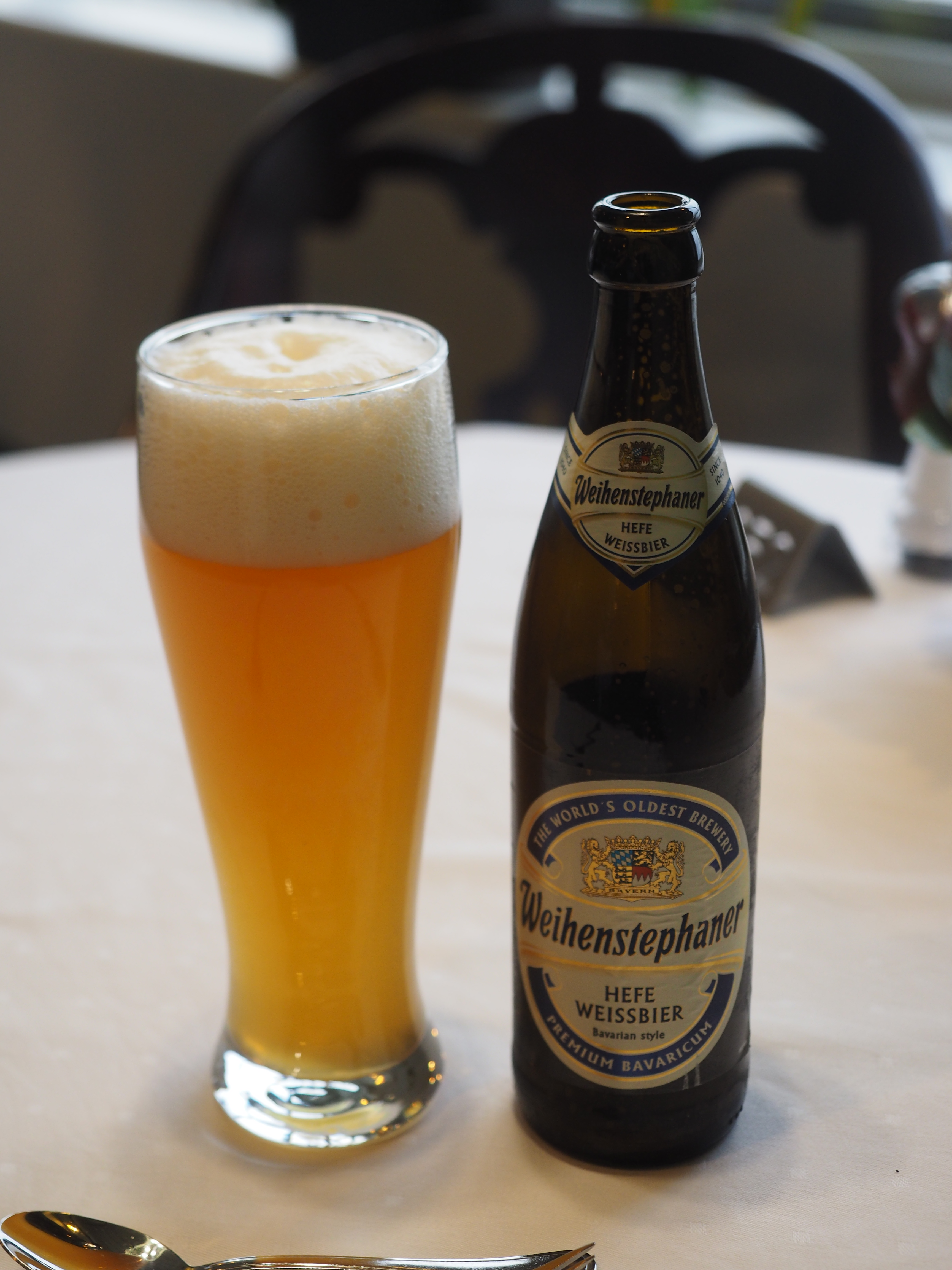
Uma garrafa de Weihenstephaner Hefe Weissbier e um copo cheio.

Seja como for, a cervejaria tornou-se uma empresa do estado bávaro em 1921 e participa em programas de ensino da Universidade Técnica de Munique, continuando a produzir uma cerveja de qualidade, premiada em concursos recentes.
Durante os primeiros séculos de existência, a cerveja foi produzida no mesmo local da atualidade, outrora um mosteiro, por monges beneditinos. Antes de se tornar uma empresa do estado da Baviera, foi também conhecida como Real Cervejaria Estatal da Baviera.